# Bruno Vallette
Pour les articles homonymes, voir Vallette.
Bruno Vallette est un mathématicien français. Sa recherche est orientée vers l'algèbre, la géométrie, la topologie et la physique mathématique. 
Il a soutenu une thèse intitulée Dualité de Koszul des PROPs sous la direction de Jean-Louis Loday en 2003. Il est professeur à l'Université Paris-XIII depuis septembre 2015. Il a co-écrit avec Loday un livre, Algebraic Operads, qui est « la référence standard pour de nombreux auteurs » dans la théorie des opérades. Il a été membre junior de l'Institut Universitaire de France entre 2016 et 2021.